# Pwll-trap
Pwll-trap är en by i Carmarthenshire i Wales. Byn är belägen 99,8 km 
från Cardiff. Orten har 714 invånare (2016).